# Eleição municipal de Palmas em 1992
A eleição municipal de Palmas em 1992 ocorreu em 3 de outubro de 1992. O prefeito Fenelon Barbosa (PFL) terminaria seu mandato em 1 de janeiro de 1993. Eduardo Siqueira Campos (PDC) foi eleito prefeito de Palmas.
Foi a primeira eleição em Palmas, capital tocantinense criada em 1990.

## Resultado da eleição para prefeito

### Primeiro turno
| Candidatos a prefeito       | Candidatos a vice-prefeito | Número | Coligação                                                             | Votos recebidos | Percentual |
| --------------------------- | -------------------------- | ------ | --------------------------------------------------------------------- | --------------- | ---------- |
| Eduardo Siqueira Campos PDC | Mariza Sales Coelho PDC    | 17     | União por Tocantins (PDC, PFL, PTB, PDS, PL, PRP, PST, PSB)           | 9.707           | 60,59%     |
| Eudoro Pedroza PMDB         | Josino Guerra PMDB         | 15     | Movimento de Salvação do Tocantins (PMDB, PRN, PSDB, PSD, PMN, PCdoB) | 5.600           | 34,95%     |
| Haroldo Sato PTR            | Eduardo César Dutra PTR    | 28     | PTR (sem coligação)                                                   | 471             | 4,46%      |
| Referências:                |                            |        |                                                                       |                 |            |

### Vereadores eleitos
A formação da Câmara Municipal ficou definida com 9 vereadores.
| Candidato(a)            | Partido | Votação   |
| ----------------------- | ------- | --------- |
| Tiburcio Tolentino      | PDC     | 477 votos |
| Carlos Gaguim           | PTB     | 417 votos |
| Rogério da Silva        | PDS     | 344 votos |
| Afonso Ramalho          | PDC     | 325 votos |
| Eli Borges              | PDC     | 311 votos |
| Ariomírio da Costa      | PMDB    | 284 votos |
| Alberane Sobrinho       | PDT     | 272 votos |
| Antonio Bonifácio       | PMDB    | 255 votos |
| Maria de Jesus de Souza | PMDB    | 243 votos |